# Concile de Tolède (447)
Un concile s'est tenu en 447 à Tolède, dans l'actuelle Espagne.

## Historique
Ce concile de 447 est le deuxième concile organisé à Tolède à la demande du pape Léon Ier, bien que c'est le concile de 527 qui officiellement est considéré comme le deuxième concile. Il s'agit d'un concile national tenu contre les priscillianistes (groupe schismatique qui s'inspire du gnosticisme, du manichéisme, du sabellianisme, du monophysisme).
Dix-neuf évêques participent au concile, qui condamne l'hérésie et les disciples de Priscillien et confirme le premier concile de Tolède de 400, sur lequel son Credo est basé.
Il prononce une profession de foi contre tous les hérétiques avec 18 anathèmes contre les doctrines de Priscillien. Le concile est remarquable pour avoir réussi à soumettre le priscillianisme en formulant une définition du dyophysisme avant le concile de Chalcédoine, en affirmant le premier concile de Tolède et en étant le premier concile occidental connu à inclure le « filioque » dans son credo, suivant la doctrine du pape Léon Ier.
Il existe une certaine controverse quant à la réalité de ce concile. Il a été demandé par le pape Léon Ier dans une lettre conservée dans le registre, mais il n'y a aucune preuve contemporaine qu'il ait eu lieu. La lettre en question est l'épistule 15 de Léon (Migne, éd., pl 54, 678-695). Une vague mention est faite du prétendu concile de Tolède lors du premier concile de Braga, tenu en 562, mais certains ont soutenu que les évêques présents étaient confus et avaient à la place une copie de la profession de foi du premier concile de Tolède,.